# E-40
E-40, pseudonimo di Earl Tywone Stevens (Vallejo, 15 novembre 1967), è un rapper statunitense della Bay Area.
Considerando anche la carriera con i The Click, E-40 ha pubblicato 38 album, 3 dei quali certificati dalla RIAA dischi d'oro negli Stati Uniti, Tha Hall of Game, The Element of Surprise e My Ghetto Report Card.

## Carriera
E-40 intraprese la carriera nel rap assieme a suo cugino B-Legit; si trasferirono a Vallejo e si unirono a D-Shot, il fratello di E-40, per formare la crew Most Valutable Players. Lo zio di E-40, cantante di gospel, li aiutò a registrare qualche pezzo; la sorella di E-40, Suga T, venne poi aggiunta alla crew per formare i The Click.
Il nome "E-40", suggerito dalla madre, deriva da "E", l'iniziale del suo nome e "40", 40 once di liquore in bottiglia.
Ha collaborato anche per la colonna sonora di alcuni film e ha duettato spesso in canzoni di suoi amici. La sua voce distintiva e la consegna rapida di testi sono risultati utili a molte star dell'hip-hop.
Dopo aver completato un contratto con la Jive Records firmò con la BME Recordings di Lil Jon e con la Warner Bros. Records. Il suo singolo Tell Me When To Go con Keak Da Sneak divenne popolare in tutti gli Stati Uniti. Ha fatto anche alcune apparizioni per programmi di Mtv. Nell'aprile 2006 pubblicò U and Dat, con T-Pain e Kandi Girl, prodotto da Lil'Jon. Il suo album, My Ghetto Report Card raggiunse il top di alcune classifiche americane, tra cui Billboard, nel 2006.
Ha fatto una comparsa anche nell'album di DJ Shadow, The Outsider, nella canzone Dat's My Part. Nel 2006 ha anche contribuito nel remix della canzone di The Game It's Okay (One Blood) con altri 24 importanti Mcs come Slim Thug, Jim Jones, Jadakiss, Nas, Snoop Dogg, Fat Joe, Twista e Ja Rule tra gli altri.
E-40 conduce anche uno show settimanale nella radio hip-hop di San Francisco KMEL nella maggior parte delle domeniche pomeriggio. Lo show si concentra sui talenti locali e interviste con le celebrità principali e un segmento chiamato "Movie Weekly" riporta E-40 che commenta il boxoffice del cinema.
Nel 2017 durante la trasmissione The Real Daytime ha parlato riguardo alla sua amicizia con 2pac: i due collaborarono insieme nel 1995 nella canzone Dusted N disgusted la quale vantò anche la collaborazione di Spice 1.

## Discografia

### Album in studio
- 1993 - Federal
- 1995 - In a Major Way
- 1996 - Tha Hall of Game
- 1998 - The Element of Surprise
- 1999 - Charlie Hustle: The Blueprint of a Self-Made Millionaire
- 2000 - Loyalty and Betrayal
- 2002 - Grit & Grind
- 2003 - Breakin' News
- 2006 - My Ghetto Report Card
- 2008 - The Ball Street Journal
- 2010 - Revenue Retrievin': Day Shift
- 2010 - Revenue Retrievin': Night Shift
- 2011 - Revenue Retrievin': Overtime Shift
- 2011 - Revenue Retrievin': Graveyard Shift
- 2012 - The Block Brochure: Welcome to the Soil 1
- 2012 - The Block Brochure: Welcome to the Soil 2
- 2012 - The Block Brochure: Welcome to the Soil 3
- 2013 - The Block Brochure: Welcome to the Soil 4
- 2013 - The Block Brochure: Welcome to the Soil 5
- 2013 - The Block Brochure: Welcome to the Soil 6
- 2014 - Sharp On All 4 Corners: Corner 1
- 2014 - Sharp On All 4 Corners: Corner 2
- 2016 - The D-Boy Diary: Book 1
- 2016 - The D-Boy Diary: Book 2
- 2019 - Practice Makes Paper

### Album collaborativi
- 1992 - Down and Dirty (con i The Click)
- 1995 - Game Related (con i The Click)
- 2001 - Money & Muscle (con i The Click)
- 2012 - History: Function Music (con Too Short)
- 2012 - History: Mob Music (con Too Short)
- 2018 - Connected and Respected (con B-Legit)

### EP
- 1990 - Let's Side (con i The Click)
- 1991 - Mr. Flamboyant
- 1994 - The Mail Man

### Raccolte
- 1995 - The Hogg in Me
- 1997 - Southwest Riders
- 1999 - Sick wid It's Greatest Hits
- 2004 - The Best of E-40: Yesterday, Today & Tomorrow

## Singoli
- 1994: "The Mailman" (featuring The Click)
- 1994: "Captain Save a Hoe"
- 1995: "Sprinkle Me" (featuring [Suga T)
- 1995: "1-Luv" (featuring Leviti)
- 1997: "Things'll Never Change/Rapper's Ball" (featuring Too $hort)
- 2000: "Nah, Nah..." (featuring Nate Dogg)
- 2002: "Rep Yo City" (featuring Lil' Jon, Petey Pablo, Bun B & Eightball)
- 2002: "Automatic" (featuring Kokane & Fabolous)
- 2003: "Quarterbackin'" (featuring Clipse)
- 2006: "Tell Me When to Go" (featuring Keak Da Sneak)
- 2006: "U and Dat" (featuring T-Pain & Kandi Girl)  (USA: Platino)[1]
- 2006: "White Gurl" (featuring Juelz Santana & UGK)